# Francisco Nieto Molina
Francisco Nieto Molina, född 1730 i Cádiz, död 1794, var en spansk fabeldiktare.
Nieto Molina skrev i 1600-talets stil med Góngora som förebild. Hans stil präglas av liv och festlighet, hans språkbehandling var mycket vårdad även i hans mest burleska saker. En samling fabler, Fabulero, utkom 1764, och särskilt att nämna är Polifemo, Alfeo y Aretusa, Apolo y Dafne, Pan y Siringa, Las tres diosas, Hero y Leandro samt La perromaquia, fantasia poética en redondillas, con sus argumentos en octavas (1765). Hans verk finns i Rivadeneiras "Biblioteca de autores españoles", band 42.

## Jällor
- Nieto y Molina, Francisco i Nordisk familjebok (andra upplagan, 1913)